# Diecezja Osmy-Sorii
Diecezja Osmy-Sorii (łac. Dioecesis Oxomensis-Soriana) – diecezja Kościoła rzymskokatolickiego w Hiszpanii. Należy do metropolii Burgos. Została erygowana w XII wieku jako diecezja Osmy. W 1959 otrzymała drugi człon w nazwie.